# Rio Caracu
O rio Caracu é um curso de água que banha o estado do Paraná.